# Jacob de Backer
Jacob de Backer (Anversa, 1555 circa – Anversa, 1585 circa) è stato un pittore e incisore fiammingo, attivo ad Anversa tra il 1571 e il 1585.

## Biografia

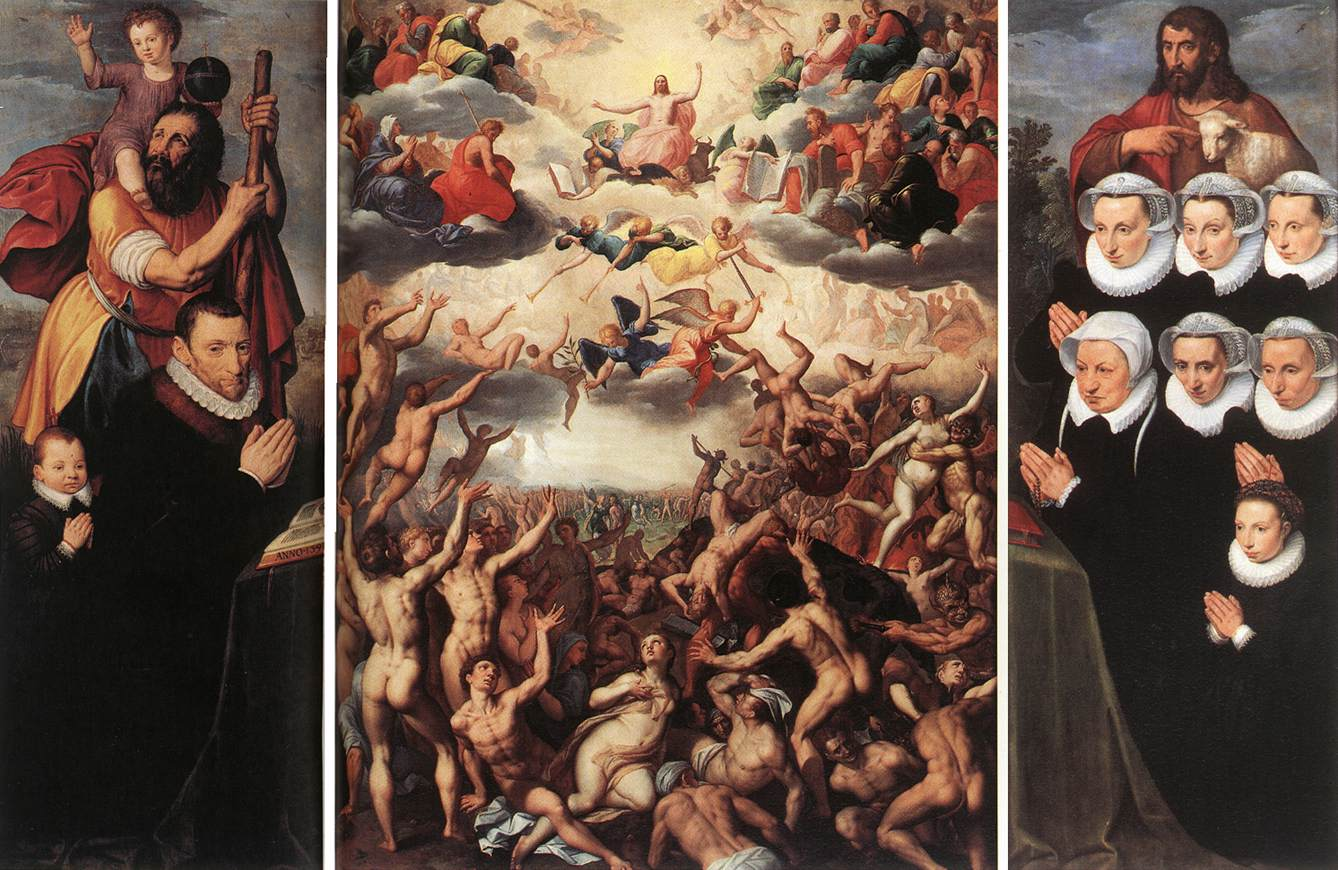
Jacob de Backer, Trittico de Giudizio Universale, Cattedrale di Anversa

Non si hanno dati precisi sulla vita di Jacob de Backer; oltretutto viene spesso confuso con il pittore fiammingo suo omonimo Jacob Adriaensz Backer. Secondo la RKD Jacob de Backer sarebbe nato ad Anversa nel 1540/45 circa e sarebbe morto nella stessa città fra il 1591 e il 1600. De Backer è stato abbandonato dal padre da ragazzo. Karel van Mander afferma che Jacob de Backer fu allievo di Antonio van Palermo ed Hendrik van Steenwijck I. Sebbene sia considerato un pittore manierista e siano visibili influssi di Giorgio Vasari, non sembra sia mai stato in Italia. Il ciclo dei Sette vizi capitali fu acquistato da Cosimo Masi, segretario del cardinale Alessandro Farnese il Giovane nel 1594, ed è conservato nel Museo di Capodimonte a Napoli.

## Opere
La maggior parte delle sue opere sono perdute. Si possono citare:
- Trittico del Giudizio Universale, Cattedrale di Anversa.
- Gesù benedice i bambini, Koninklijk Museum voor Schone Kunsten
- Venere, Bacco e Amore, Musée des Beaux-Arts de Perpignan
- I peccati capitali (serie), Museo di Capodimonte, Napoli
- Venere e Amore, Musée National de la Renaissance di Écouen